# 8431 Haseda
8431 Haseda (1997 YQ13) là một tiểu hành tinh vành đai chính được phát hiện ngày 31 tháng 12 năm 1997 bởi T. Kobayashi ở Oizumi.